# Lamberto II di Lovanio
Lamberto II di Lovanio, detto Baldric (in francese Lambert II de Louvain) (ultimo decennio del X secolo – Tournai, 19 giugno 1054), è stato un nobile fiammingo.
Fu Conte di Lovanio, dal 1040 alla sua morte.

## Origine
Lamberto, secondo la Genealogica comitum Buloniensium era il figlio maschio secondogenito del Conte di Lovanio, Lamberto I e di Gerberga di Lorena, che, sempre secondo la Genealogica comitum Buloniensium era la figlia del Duca della Bassa Lorena, Carlo  e della moglie Adelaide di Troyes (come conferma la Hugonis Floriacensis, Historia Francorum Senonensis), che era figlia del conte di Meux e conte di Troyes, Roberto di Vermandois.
Lamberto I di Lovanio, secondo gli Iacobi de Guisia Annales Hanoniæ era il figlio secondogenito del Conte di Hainaut, Reginardo III e della moglie, Adele d'Alvernia, che sempre secondo gli Iacobi de Guisia Annales Hanoniæ era contessa di Mons (Adela comitissa Montensis).

## Biografia
Suo padre, Lamberto I, morì combattendo a Florennes, come riportano le Gesta Episcoporum Cameracensium III (in campo Florinensi factum est bellum, ubi Lambertus comes caesus), combattendo contro il Duca della Bassa Lorena, Goffredo II di Verdun, come riportano le Gesta Abbatum Gemblacensium (commissa pugna in Florinis inter Lantbertum comitem, filium Ragineri Longicolli", et Godefridum ducem), il 12 settembre 1115, come riportato nella nota a margine delle Gesta Abbatum Gemblacensium.
 Suo fratello, Enrico, in quanto primogenito, succedette al padre nella contea di Lovanio (Enrico I).
Suo fratello, Enrico I, morì nel 1038, come viene confermato dal Chronicon Sigeberti, riportato nel Recueil des historiens des Gaules et de la France. Tome 11, ucciso da un tale, Ermanno che era suo prigioniero; gli succedette il figlio, Ottone, che governò per un breve periodo; fu colpito da una improvvisa ed immatura morte e gli succedette il fratello di suo padre lo zio, Lamberto detto Baldrico; secondo alcuni Lamberto II divenne conte, usurpando il potere di Ottone, privando il nipote dei suoi diritti.
Invece, sia secondo la Huberto, Vita Sanctæ Gudilæ, che la Ex Chronicis Brab. in Magno Chron. Belg, riportato nel Recueil des historiens des Gaules et de la France. Tome 11, Lamberto II succedette al fratello, Enrico I e governò per 16 anni.
Nel 1047, Lamberto II viene ricordato assieme alla moglie, Oda di Verdun, per avere fondato una chiesa a Bruxelles.
La Vita Balderici episcopi Leodiensis cita un episodio in cui Lamberto si comportò male col vescovo di Liegi e viene definito una mente sacrilega di barbari costumi (comes Lowaniensis Lambertus vir profanæ mentis et moribus barbarus); questo episodio però può essere attribuito a suo padre, Lamberto I.
Lamberto II morì nel 1054, 16 anni dopo il fratello, Enrico I, come riferisce la Ex Chronicis Brab. in Magno Chron. Belg, riportato nel Recueil des historiens des Gaules et de la France. Tome 11 e fu inumato a Nivelles; gli succedette il figlio primogenito, Enrico.

## Matrimonio e discendenza
Lamberto aveva sposato Oda di Verdun, come viene confermato sia dalla Huberto, Vita Sanctæ Gudilæ, che la Ex Chronicis Brab. in Magno Chron. Belg, riportato nel Recueil des historiens des Gaules et de la France. Tome 11, che era figlia del margravio di Anversa, Duca della Bassa Lorena (Lotaringia) e Duca dell'Alta Lorena (Lotaringia), Gothelo (o Gozelo o Gozzelone) I di Lotaringia detto il Grande; anche la Genealogica ex Stirpe Sancti Arnulfi descendentium Mettensis conferma che Oda era figlia di Gozzelone.
Lamberto II dalla moglie ebbe tre figli:
- Enrico ( † 1079 circa), Conte di Lovanio[13]
- Adele ( † 1083), che sposò il Margravio di Meißen, Ottone I ( † 1067), ed in seconde nozze Dedi I di Lusazia, patrigno di Ottone I, come conferma la Genealogica Wettinensis[17]
- Reginardo ( † 1077), citato dal Annalista Saxo[18].

## Ascendenza
|                                 |                     |                       | Genitori                 |  |  | Nonni |  |  | Bisnonni                |  |  | Trisnonni               |  |
|                                 |                     |                       |                          |  |  |       |  |  | Reginardo II di Hainaut |  |  | Reginardo di Lotaringia |  |
|                                 |                     |                       |                          |  |  |       |  |  | Reginardo II di Hainaut |  |  | Reginardo di Lotaringia |  |
|                                 |                     | Hersenda/Alberada     |                          |  |  |       |  |  | Reginardo II di Hainaut |  |  |                         |  |
| Reginardo III, conte di Hainaut |                     |                       |                          |  |  |       |  |  | Reginardo II di Hainaut |  |  |                         |  |
|                                 |                     | …                     | …                        |  |  |       |  |  |                         |  |  |                         |  |
|                                 |                     | …                     | …                        |  |  |       |  |  |                         |  |  |                         |  |
|                                 |                     | …                     | …                        |  |  |       |  |  |                         |  |  |                         |  |
| Lamberto I di Lovanio           |                     | …                     |                          |  |  |       |  |  |                         |  |  |                         |  |
|                                 |                     | Ugo I di Nordgau      | Eberardo III di Nordgau  |  |  |       |  |  |                         |  |  |                         |  |
|                                 |                     | Ugo I di Nordgau      | Eberardo III di Nordgau  |  |  |       |  |  |                         |  |  |                         |  |
|                                 |                     | Ugo I di Nordgau      | Adelina                  |  |  |       |  |  |                         |  |  |                         |  |
| Adele d'Alvernia                |                     | Ugo I di Nordgau      |                          |  |  |       |  |  |                         |  |  |                         |  |
|                                 |                     | Ildegarda di Ferrette | …                        |  |  |       |  |  |                         |  |  |                         |  |
|                                 |                     | Ildegarda di Ferrette | …                        |  |  |       |  |  |                         |  |  |                         |  |
|                                 |                     | Ildegarda di Ferrette | …                        |  |  |       |  |  |                         |  |  |                         |  |
| Lamberto II di Lovanio          |                     | Ildegarda di Ferrette |                          |  |  |       |  |  |                         |  |  |                         |  |
|                                 | Luigi IV di Francia | Carlo III di Francia  |                          |  |  |       |  |  |                         |  |  |                         |  |
|                                 | Luigi IV di Francia | Carlo III di Francia  |                          |  |  |       |  |  |                         |  |  |                         |  |
|                                 | Luigi IV di Francia | Eadgifu d'Inghilterra |                          |  |  |       |  |  |                         |  |  |                         |  |
| Carlo I di Lorena               | Luigi IV di Francia |                       |                          |  |  |       |  |  |                         |  |  |                         |  |
|                                 |                     | Gerberga di Sassonia  | Enrico I di Sassonia     |  |  |       |  |  |                         |  |  |                         |  |
|                                 |                     | Gerberga di Sassonia  | Enrico I di Sassonia     |  |  |       |  |  |                         |  |  |                         |  |
|                                 |                     | Gerberga di Sassonia  | Matilde di Ringelheim    |  |  |       |  |  |                         |  |  |                         |  |
| Gerberga di Lorena              |                     | Gerberga di Sassonia  |                          |  |  |       |  |  |                         |  |  |                         |  |
|                                 |                     | Roberto di Vermandois | Erberto II di Vermandois |  |  |       |  |  |                         |  |  |                         |  |
|                                 |                     | Roberto di Vermandois | Erberto II di Vermandois |  |  |       |  |  |                         |  |  |                         |  |
|                                 |                     | Roberto di Vermandois | Adele di Neustria        |  |  |       |  |  |                         |  |  |                         |  |
| Adelaide di Troyes              |                     | Roberto di Vermandois |                          |  |  |       |  |  |                         |  |  |                         |  |
|                                 |                     | Adelaide di Châlon    | Gilberto di Châlon       |  |  |       |  |  |                         |  |  |                         |  |
|                                 |                     | Adelaide di Châlon    | Gilberto di Châlon       |  |  |       |  |  |                         |  |  |                         |  |
|                                 |                     | Adelaide di Châlon    | Ermengarda di Borgogna   |  |  |       |  |  |                         |  |  |                         |  |
|                                 |                     | Adelaide di Châlon    |                          |  |  |       |  |  |                         |  |  |                         |  |

### Fonti primarie
- (LA)  Recueil des historiens des Gaules et de la France. Tome 11.
- (LA)  Monumenta Germaniae Historica, Scriptores, tomus IV.
- (LA)  Monumenta Germaniae Historica, Scriptores, tomus VI.
- (LA)  Monumenta Germaniae Historica, Scriptores, tomus VII.
- (LA)  Monumenta Germaniae Historica, Scriptores, tomus VIII.
- (LA)  Monumenta Germaniae Historica, Scriptores, tomus IX.
- (LA)  Monumenta Germaniae Historica, Scriptores, tomus XV.2.
- (LA)  Monumenta Germaniae Historica, Scriptores, tomus XXIII.
- (LA)  Monumenta Germaniae Historica, Scriptores, tomus XXV.
- (LA)  Monumenta Germaniae Historica, Scriptores, tomus XXX.1.